# Dead Island
 Der er for få eller ingen kildehenvisninger i denne artikel, hvilket er et problem. Du kan hjælpe ved at angive troværdige kilder til de påstande, som fremføres i artiklen.

Dead Island et first-person computerspil lavet af Deep Silver og blev udgivet d. 9. september 2011. Det var meningen at spillet skulle komme ud på marked 2007 men det blev forsinket.